# Williamson Murray
Williamson Murray (Nova Iorque, 23 de novembro de 1941 – Fairfax, 1 de agosto de 2023) foi um historiador e autor norte-americano. Ele foi autor de inúmeras obras sobre história e estudos estratégicos, e atuou como editor em outros projetos extensivamente. A partir de 2012, ele foi professor emérito de história na Ohio State University.

## Educação e serviço
Murray frequentou a Universidade de Yale, graduando-se em 1963 com honras em história.  Após a formatura, ele serviu como oficial da Força Aérea dos Estados Unidos por 5 anos. Ele foi designado para uma missão no Sudeste Asiático com a 314ª Ala de Transporte Aéreo Tático operando C-130s. Após o serviço militar, ele retornou a Yale como estudante de pós-graduação no Departamento de História e, em 1974, obteve seu Ph.D. na história militar-diplomática.

## Carreira
Após sua formatura em Yale, Murray lecionou no departamento de história da escola por dois anos. Em 1977, ele conseguiu um emprego na Ohio State University como historiador militar e diplomático. Ele foi premiado com o Alumni Distinguished Teaching Award em 1987. Ele se aposentou da Ohio State em 1995 como professor emérito de história. Ele ensinou em várias universidades, academias militares e faculdades de guerra, incluindo o United States Air War College, a Academia Militar dos Estados Unidos e o Naval War College. Ele serviu como secretário do Navy Fellow no Navy War College, o Centennial Visiting Professor na London School of Economics, o Professor Matthew C. Horner de Teoria Militar na Universidade do Corpo de Fuzileiros Navais, a Cátedra Charles Lindbergh no Museu do Ar e do Espaço do Smithsonian, e o Professor Harold K. Johnson de História Militar no Colégio de Guerra do Exército".
Ele foi autor de inúmeras obras sobre história e estudos estratégicos, e atuou como editor em outros projetos extensivamente.
A partir de 2012, ele foi professor emérito de história na Ohio State University.

## Morte
Murray morreu no dia 1° de agosto de 2023, aos 81 anos, em Fairfax, Virgínia.

## Obras
2017: America and the Future of War: The Past as Prologue
2016: A Savage War: A Military History of the Civil War (co-autor com Wayne Wei-siang Hsieh.)
2014: The Iran-Iraq War (cco-autor com with Kevin Woods)
2014: Successful Strategies, Triumphing in War and Peace from Antiquity to the Present (co-editado com Richard Sinnreich)
2012: Hybrid Warfare: Fighting Complex Opponents from the Ancient World to the Present (co-editado com Peter Mansoor)
2011: The Shaping of Grand Strategy: Policy, Diplomacy, and War (co-editado com Richard Hart Sinnreich e James Lacey)
2011: War, Strategy, and Military Effectiveness
2011: Military Adaptation in War: With Fear of Change
2009: Conflicting Currents: Japan and the United States
2009: The Making of Peace: Rulers, States, and the Aftermath of War (co-editado com James Lacey)
2007: Calculations, Net Assessment and the Coming of World War II (co-autor com Allan R. Millett)
2006: The Past as Prologue: The Importance of History to the Military Profession (co-editado com Richard Sinnreich)
2003: The Cambridge History of War (editor colaborador)
2003: The Iraq War: A Military History (co-autor com Major General Robert Scales, Jr.)
2001: A War To Be Won: Fighting the Second World War (co-autor com Allan R. Millett)
2001: The Dynamics of Military Revolution: 1300-2050 (co-editado com MacGregor Knox)
1999: War in the Air: 1914-1945
1996: Military Innovation in the Interwar Period (co-editado com Allan R. Millett)
1995: The Air War in the Persian Gulf
1994: The Making of Strategy: Rulers, States, and War (co-editado com MacGregor Knox e Alvin Bernstein)
1992: Calculations, Net Assessment and the Coming of World War II (co-editado com A Allan R. Millett)
1992: German Military Effectiveness
1991: Military Effectiveness: Three volumes: The First World War, The Interwar Period, and the Second World War (co-editado com Allan R. Millett)
1985: Luftwaffe
1984: The Change in the European Balance of Power, 1938-1939: The Path to Ruin